# Lill-Kattajärven
Lill-Kattajärven är en sjö i Örnsköldsviks kommun i Ångermanland och ingår i Ångermanälvens huvudavrinningsområde.